# Pustervik
Pustervik é um pequeno bairro tradicional da cidade sueca de Gotemburgo.
É o bairro mais pequeno da cidade, com apenas 5 ha. Está situado na margem sul do Canal de Rosenlund, junto à praça Järntorget, e é rodeado pelos bairros de Haga, Masthugget e Inom Vallgraven.

## Património
- Antigo Teatro de Pustervik (Pusterviksteatern)
- Canal de Rosenlund (Rosenlundskanalen; braço final do Grande Canal de Gotemburgo)